# 你不會看到我哭泣
你不會看到我哭泣是由美國音樂組合威爾森·菲利浦錄製的歌曲，收錄於1992年專輯《陰影與光影》（Shadows and Light）中。該歌於1992年4月28日由SBK唱片發行。它作為專輯的單曲發行，表現良好，在加拿大和芬蘭排名第一，在英國排名第18位；而在《告示牌》百强单曲榜上排名第20位。

## 反響
《娛樂周刊》的格雷格·桑多（Greg Sandow）將這首歌稱為「悲傷與內在力量的強硬／甜美融合。」《人物》的大衛·希爾特布蘭德（David Hiltbrand）持相反意見，稱其為「微弱而貧血的民謠。」